# Richtpreis
Der Richtpreis ist in der Wirtschaft ein in vielen Wirtschaftszweigen vorkommender vorläufiger Preis für Produkte, zu deren Preisbildung die Preiskalkulation noch nicht sicher feststeht.

## Allgemeines
Der Richtpreis ist unverbindlich und erfüllt daher nur eine Orientierungsfunktion. Er wird von Unternehmen vor allem dann angesetzt, wenn wesentliche Kalkulationsgrundlagen wie Einstandspreis, Selbstkostenpreis oder die Gewinnspanne noch nicht sicher feststehen. Bei Verkäufen braucht er deshalb nicht eingehalten zu werden. Steht beispielsweise in der Automobilindustrie bei einem neuen Fahrzeugmodell dessen Losgröße (Umfang der produzierten Menge) noch nicht fest, so kann die mögliche Kostensenkung aus dem Gesetz der Massenproduktion noch nicht abschließend beurteilt werden. Stellt sich später bei sicherer Kalkulation der Richtpreis als zutreffend heraus, wird aus ihm meist ein Festpreis.

## Einzelne Branchen
In der Gemeinsamen Agrarpolitik der EU gab es für jede der Hauptgetreidearten (Weizen, Gerste, Roggen, Mais) einen vom EU-Ministerrat festgesetzten Richtpreis. Er galt als agrarpolitisch erwünschter Erzeugerpreis und wurde zu Beginn eines jeden Wirtschaftsjahres von den Gemeinschaftsorganen bestimmt und vor dem 1. August für das im folgenden Jahr beginnende Getreidewirtschaftsjahr (1. August – 31. Juli) in seiner Höhe festgelegt, Er signalisierte den Anbietern und Nachfragern auf den Getreidemärkten das von der EU angestrebte Preisniveau. Einerseits stellte er den Höchstpreis für Getreide dar, andererseits garantierte er den Landwirten ein gesichertes Einkommen. Von diesem Richtpreis leitete die EU Mindestpreise ab, bei denen die vorgesehenen Interventionsstellen die Produkte zum – deutlich unter dem Mindestpreis liegenden – Interventionspreis erwerben mussten. Mit dem Förderjahr 1993 begann eine radikale Umstellung, die Preisstützungen wurden verringert, Interventionspreise gibt es noch. 
Der Richtpreis im Einzelhandel ist ein Preis, welcher vom Hersteller, einer vorgeschalteten Verkaufsorganisation oder einem Handelsverband empfohlen und für ein ähnliches Produkt gewöhnlich dem Verbraucher abverlangt wird.

## Rechtsfragen
Wettbewerbsrechtlich kann der Begriff Richtpreis für den Verbraucher irreführende Werbung darstellen (§ 5 Abs. 1 Nr. 2 UWG), weil hierunter ein eigener Festpreis des Händlers, eine unverbindliche Preisempfehlung oder ein Listenpreis verstanden werden kann. Grundsätzlich sind Preisempfehlungen des Herstellers, also Empfehlungen, zu welchem Preis die Ware verkauft werden soll, verboten („empfohlener Richtpreis“). „Empfehlen“ bezeichnet nach dem normalen Sprachgebrauch gerade keine verbindliche Anordnung, sondern einen Vorschlag oder ein Anraten. Unverbindliche Preisempfehlungen der Hersteller sind nur für die Weiterveräußerung von Markenartikeln unter bestimmten Voraussetzungen erlaubt. Die vergleichende Werbung mit dem Ausdruck „Richtpreis“ schlechthin, also auch ohne Beifügung der Worte „empfohlener“ oder „verbindlicher“, wird wegen Irreführung bzw. Täuschungsgefahr für unzulässig gehalten, ebenso der Vergleich des angebotenen Verkaufspreises mit dem „empfohlenen Richtpreis“, wenn der Hersteller sowieso nur an den Werbenden als einziges Einzelhandelsunternehmen liefert. Der empfohlene Richtpreis darf keine willkürliche Größe darstellen, sondern er muss vom Hersteller aufgrund einer gewissenhaften Prüfung der für die Preisbildung maßgebenden Faktoren errechnet sein, also nach der ernsthaften Kalkulation des Herstellers den angemessenen Verbraucherpreis widerspiegeln.